# Studzionka (województwo śląskie)

Nieoficjalny herb wsi Studzionka

Studzionka (niem. Staude) – wieś w Polsce położona w województwie śląskim, w powiecie pszczyńskim, w gminie Pszczyna.
W latach 1973–1975 w gminie Wisła Wielka. W latach 1975–1977 dzielnica Pszczyny. Od 1 lutego 1977 w gminie Pszczyna.

## Części wsi
| SIMC    | Nazwa           | Rodzaj    |
| ------- | --------------- | --------- |
| 0220693 | Chiny           | część wsi |
| 0220701 | Czarne Doły     | część wsi |
| 0220718 | Kolonia Konrada | część wsi |
| 0220724 | Stary Dwór      | część wsi |
| 0220730 | Stenclówka      | część wsi |

## Historia
Miejscowość po raz pierwszy wzmiankowana została w łacińskim dokumencie Liber fundationis episcopatus Vratislaviensis (pol. Księga uposażeń biskupstwa wrocławskiego), spisanej za czasów biskupa Henryka z Wierzbna ok. 1305 w szeregu wsi położonych w okolicy Żor i Wodzisławia (ville circa Zary et Wladislaviam), zobowiązanych do płacenia dziesięciny biskupstwu we Wrocławiu, w postaci item in Stuczonka deberit [debent] esse XL mansi. Zapis ten oznaczał, że wieś posiadała 40 łanów większych. Jej powstanie wiąże się również z przeprowadzaną pod koniec XIII wieku na terytorium późniejszego Górnego Śląska wielką akcją osadniczą (tzw. łanowo-czynszową). W okresie lokacyjnym powstała również miejscowa parafia katolicka, która została po raz pierwszy wzmiankowana w spisie świętopietrza parafii dekanatu Oświęcim diecezji krakowskiej z 1326 pod nazwą Studna. Parafia ta pozostawała w diecezji krakowskiej do czasów poreformacyjnych, po czym przeszła do diecezji wrocławskiej.
W dokumencie sprzedaży dóbr pszczyńskich wystawionym przez Kazimierza II cieszyńskiego w języku czeskim we Frysztacie w dniu 21 lutego 1517 roku wieś została wymieniona jako Studenka. W 1902 we wsi urodził się werbista, Jan Chodzidło, misjonarz i rektor seminarium w Pieniężnie.
W styczniu 1945 r. przez miejscowość przeszły tzw. marsze śmierci z obozów KL Auschwitz w Oświęcimiu na stację kolejową w Wodzisławiu Śląskim.
W latach 1975–1998 miejscowość położona była w województwie katowickim.

## Religia
Na terenie miejscowości działalność duszpasterską prowadzą następujące kościoły:
- Kościół Rzymskokatolicki (parafia Wniebowzięcia NMP – tam na początku XX wieku posługę proboszcza pełnił ksiądz Franciszek Długosz).
- Kościół Ewangelicko-Augsburski (parafia w Studzionce)

## Edukacja
- Przedszkole
- Szkoła Podstawowa

## Sport
W Studzionce działa Ludowy Klub Sportowy, który powstał w 1953 roku. Istnieją trzy sekcje drużyn piłkarskich. Drużyna seniorów występuje w A klasie podokręgu Tychy, juniorów klasie „A” podokręgu Tychy oraz trampkarzy w klasie „A” podokręgu Tychy.